# Cajicá
Cajicá ist eine Gemeinde (municipio) im Departamento Cundinamarca in Kolumbien, die zur Metropolregion Bogotá gehört.

## Geographie
Cajicá liegt in Cundinamarca, in der Provinz Sabana Centro, ungefähr 39 km von Bogotá entfernt auf einer Höhe von 2558 m ü. NN und hat eine Durchschnittstemperatur von 14 °C. Die Gemeinde grenzt im Norden an Zipaquirá, im Süden an Chía, im Osten an Sopó und Tocancipá und im Westen an Tabio.

## Bevölkerung
Die Gemeinde Cajicá hat 61.549 Einwohner, von denen 39.028 im städtischen Teil (cabecera municipal) der Gemeinde leben (Stand: 2019).

## Geschichte
Cajicá war bei der Ankunft der Spanier vom indigenen Volk der Muisca unter dem Kaziken Kajic bewohnt und war von einer hohen Mauer umgeben. Der Ort wurde von Gonzalo Jiménez de Quesada erobert. Es ranken sich viele Legenden um Cajicá. Zudem ist Cajicá eine der wenigen Gemeinden der Region, die nicht offiziell durch die Spanier gegründet wurde. Den Status einer Gemeine erhielt Cajicá 1798.

## Wirtschaft
Die wichtigsten Wirtschaftszweige von Cajicá sind Landwirtschaft, Rinderproduktion, Industrie und Tourismus.